# Vasile Parizescu
Vasile Parizescu (numele complet Vasile Stelian Dumitru Spiridon Parisescu; n. 25 octombrie 1925, Brăila - d. 28 august 2019, București ) a fost un pictor, desenator și colecționar de artă român. Vasile Parizescu a fost fondatorul și președintele Societății Colecționarilor de Artă din România.

## Biografie
Este fiul colonelului Iancu Theodor Parisescu - cu „s", precizează el într-un interviu - provenit dintr-o veche familie nobilă franceză, din care s-a desprins și mama pictorului Theodor Aman.

### Studii
Urmează cursurile Liceului Național „Nicolae Bălcescu” din Brăila (actual colegiu național). În anul 1947 termină Școala Pregătitoare de Ofițeri de Artilerie „Regele Carol I”, care funcționa la Pitești, cu gradul de sublocotenent. Urmează, în perioada 1945-1949, Facultatea de litere și filosofie a Universității din București. În perioada 1949-1953 urmează Facultatea de Mecanică. Face studii libere de pictură cu pictorii Dumitru Ghiață, Rudolf Schweitzer–Cumpăna și Gheorghe N. G. Vânătoru. Între 1970 și 1973 urmează Școala de arte din București studiind cu profesorii Nicolae Savin și Paul Luțescu. Între 1975-1990 a fost președintele Asociației Artiștilor Plastici București A fost membru fondator și membru în Comitetul Director al Fundației Nicolae Grigorescu din Câmpina. În anul 1990 fondează revista Pro Arte.

### Activitate profesională
1947-1949, Comandant de secție și baterie de artilerie; 1953 șef secție exploatare Corpul 47 Tancuri, București, 1955, Maior, Comandamentul trupelor blindate și motomecanizate / șef secție exploatare, 1968, Manager pentru înzestrarea cu blindate și autotractoare a armatei; a conceput, condus și controlat în inspecții activitățile de organizare și reglementare a parcurilor de blindate și autotractoare, precum și cele de folosire, întreținere, conservare și depozitare, reparare și aprovizionare cu materiale a tuturor felurilor de autovehicole din înzestrarea armatei; a colaborat și condus activitațile de concepție și realizare a tehnicii blindate și autotractoare, fiind numit șeful programului de fabricația tancurilor și a mașinilor de luptă al infanteriei; A fost numit să conducă și rezolve probleme importante pentru armată și țară, cum ar fi de exemplu stingerea uneia din cele mai mari sonde care a explodat (Mitrofani-Merisani, Râmnicul Vâlcea) între 10.11.1978 și 07.01.1979, sonda care ulterior a alimentat cu gaze Bucureștiul până în 1984. Pentru această operațiune specialiștii americani au solicitat aproape 3 milioane USD și 2000 USD / zilnic de fiecare specialist, care au fost economisiți. Necesitatea rezolvării a impus intrarea în mijlocul flăcărilor existente ca urmare a exploziei (1500 grd C și 800 atm), operațiune pe care nu au rezolvat-o specialiștii din petrol și cascadorii. În această situație a trebuit să intre cu costume special aduse din Japonia, personal, pentru a constata cum trebuie explodată “masa rotary” cu scopul de a elibera țeava ce ieșea de la 5-6000 m adâncime și a cupla și salva sonda (se lucrase 6 ani la realizarea ei), pentru obținerea componentelor pungii de petrol; A rezolvat chestiuni deosebit de importante, de specialitate, cu state puternic dezvoltate pe linia fabricației de blindate.

## Activitate publicistică
- 27 cărți știință, tehnică, artă; peste 1000 de articole de specialitate publicate; participare la numeroase emisiuni la radio si TV, din care: 1962 –“Tancul”(in colaborare), “Asigurarea tehnica de blindate, automobile si tractoare – pe timp de pace, TA-1”, prima lucrare originală românească, necesară desfășurării activităților unui compartiment important al armatei, până atunci folosindu-se regulamentele traduse ale armatei sovietice; 1962 - “Din experiența șoferilor militari”; 1963 - “Mașini amfibii”; 1964 - “Asigurarea tehnică de blindate, automobile și tractoare – pe timp de război, TA-2”, prima lucrare originală românească; 1965 - “Autovehicule speciale moderne”- prima lucrare științifică tipărită în România în care s-au prezentat cele mai importante autovehicule occidentale; 1968, 1970, 1979 - “Remedierea penelor de automobil”; 1969, 1973 – “Salon Automobil”, 1984 - “Criza energetică”; 2008 – “Viața ca o pasiune”, cuprinzând 600 pagini și 800 reproduceri color, cu întâmplări adevărate din viața colecționarilor de artă și a tablourilor; “Colecții și colecționari” în Revista “Pro Arte” și “Casa Lux” (1990-2006) și altele.

## Mărturisire
| “ | Nu am pictat niciodată urmărind un anume scop lucrativ, ci am făcut-o ca un joc, dintr-o mare bucurie, dintr-o mare pasiune; am fost criticat pentru această părere despre pictură care este un lucru atât de serios, de dificil și, evident, celor care au făcut-o le-am dat oarecum dreptate; pentru mine era un joc spiritual, un joc al rațiunii, însă aprig și de ne descris. A fost o viață întreagă o mare pasiune, o mare dragoste și este încă, și marile iubiri nu se clamează, nu se împărtășesc întregii lumi; ele se șoptesc în spațiul spiritual atunci când sunt singur, eu și natura. | ” |

 Vasile Parizescu

## Expoziții personale
- 1974 - Galeria de Artă a Cercului Militar Național
- 1978 - Galeria de Artă a Cercului Militar Național
- 1983 - Galeriile de Artă ale Municipiului București
- 1986 - Galeriile de Artă Victoria, Iași
- 1987 - Galeriile Centrale de Artă, Brăila
- 1988 - Galeriile de Artă ale Municipiului București
- 1993 - Sala Artelor din Palatul Cercului Militar Național
- 1994-1995 - Galeriile de Artă :Tokio, Osaka, Yokohama
- 1995 - Muzeul Național Cotroceni
- 1995 - Galeriile Centrale de Artă, Brăila
- 1995 - Muzeul de Artă, Tulcea
- 1996 - Muzeul Național Cotroceni
- 1996 - Galeriile Centrale de Artă, Brăila
- 1998 - Muzeul Județean de Artă Prahova, Ploiești
- 2001 - Sala Dalles, București
- 2002 - Muzeul Național Cotroceni
- 2004 - Muzeul de Artă Craiova
- 2005 - Sala Artelor din Palatul Cercului Militar Național
- 2010 - Sala Artelor din Palatul Cercului Militar Național
- 2015 - Galeria Artelor din Palatul Cercului Militar Național

## Expoziții naționale și de grup
- 1981 - Expoziția Republicană, sala Dalles
- 1983 - Expoziția Republicană, sala Dalles
- 1983 - Expoziția laureaților Festivalului Național, Muzeul Național de Artă al României
- 1984 - Expoziția Republicană, Sala Dalles
- 1985 - Salonul Municipal de pictură, grafică și artă decorativă, Muzeul Național de Artă al României
- 1986 - Bienala de pictură, grafică, sculptură, sala Dalles
- 1986 - Târgul de artă de primăvară, Sala Dalles
- 1986 - Salonul Municipal de pictură, grafică și artă decorativă, Muzeul Național de Artă al României
- 1987 - Expoziția laureaților Festivalului Național, Muzeul Național de Artă al României
- 1987 - Expoziția Republicană de pictură, grafică, sculptură, Muzeul Național de Artă al României
- 1987 - Expoziția "Anotimpurile", Muzeul Național de Ară, Iași
- 1987 - Expoziția Națională de pictură, Galeriile de Artă, Dorohoi
- 1988 - Bienala de pictură, grafică, sculptură, sala Dalles
- 1988 - Salonul Municipal de pictură, grafică și artă decorativă, Muzeul Național de Artă al României
- 1989 - Salonul National "Peisajul românesc", Galeriile de Arta, Constanța
- 1990 - Salonul Municipal de pictură, grafica și sculptură, ARTEXPO, Teatrul Național, "Etaj 3/4"
- 1992 - Salonul Municipal de pictură, grafică și sculptură, ARTEXPO, Teatrul Național, "Etaj 3/4"
- 1994 - Expoziția "Natura statică în pictura contemporană", Muzeul Național de Arta, Iași
- 1997 - Expoziție de pictură, Casa Americii Latine
- 1999 - Expoziție de pictură, Casa Americii Latine
- 1990 - Expoziție de pictură, “Pictori brăileni”, Galeriile Centrale de Artă Brăila
- 2002 – “Peisajul in pictura românească”, Muzeul Național Cotroceni
- 2005 – “Florile in pictura românească”, Muzeul Național Cotroceni
- 2007 – “Italia văzută de pictori români”, Muzeul Național Cotroceni
- 2008 – “Interbelicii și continuatorii”partea I-a și a II-a, Muzeul Național Cotroceni
- 2010 - "IARNA in pictura romaneasca din colectii particulare" la Muzeul Municipiului Bucuresti (Palatul Sutu)
- 2015 - "Buchetul de flori din pictura romaneasca" de la Muzeul Național Cotroceni 2015

## Expoziții în străinătate
- 1987 - Moscova;
- 1990, 1999 - Roma;
- 2000 - Paris;
- 2003 - Viena;

## Premii
- Premiul întâi cu diplomă și medalie la Expozițiile Naționale din anii 1981, 1983, 1985 și 1987;
- Premiul "Gheorghe Petrascu" al Saloanelor Anuale ale Artiștilor Plastici București în anii 1981-1988;
- Diploma și medalia de laureat al Festivalului Internațional de artă de la Moscova, 1987;
- Premiul întâi la expoziția națională de pictură "Artur Verona", 1987;
- Diploma și placheta culturală a Municipiului București, 1988;
- Premiul special al juriului la Salonul Național "Peisajul Românesc", 1989;
- Cetățean de onoare a Municipiului Brăila, 1996;
- Premiul Albo D‘oro și alegerea ca Membru Efectiv al Senatului Academiei Internaționale de Artă Modernă din Roma, 1999;
- Diploma “2000 de intelectuali remarcabili ai sec. XXI”, Anglia, 2001;
- Diploma de recunoaștere a activității deosebite a pictorului Vasile Parizescu și conferirea premiului din partea Comitetului Elector ABI, SUA, 2002;
- Medalia de Aur primită, in numele României, din partea Comitetului Elector al SUA - Institutul International de Biografii, “Pentru pasiune, curaj, implicare, succes, excelență, virtute si spirit”, 2006;
- Este singurul român invitat la Congresul Mondial al Personalitaților din SUA, eveniment care a avut loc între 30 iunie - 8 iulie 2007 la Washington și in cadrul căruia i-a fost decernat “Premiul Realizărilor Intregii Cariere”, Anglia si SUA, 2007;
- Este trecut in toate aparițiile edițiilor “Who’s who” apărute in Anglia, SUA, Austria – Viena, Grecia - Atena
- Diploma “500 Great Leaders”, - 500 Mari Lideri pentru domeniul Pictor, Om de știință, General de Armată, acordată de editorii ABI American Biographical Institute in august 2008.

## Alte activități și funcții
- Între 1975-1991 Președinte al Asociației Artiștilor Plastici București. Din anul 1991 este Președintele de onoare al Asociației Artiștilor Plastici București.
- Membru Fondator și membru în Comitetul Director al Fundației Nicolae Grigorescu din Câmpina.
- Membru Fondator al Fundației “Hericlea Darclee” din Brăila și al Fundației “Ion Irimescu” din Fălticeni.
- În anul 1990 fondează Revista “ProArte”, al cărui director și redactor șef a fost până la deces.
- Membru in comisia Națională a Muzeelor si Colecțiilor.

## Călătorii de studii
Anglia, Bulgaria, Cehoslovacia, China, Franta, Germania, Italia, Jugoslavia, Polonia, Uniunea Sovietica, Ungaria.

## Lucrări în muzee și colecții particulare
România, Anglia, Austria, Canada, Elvetia, Franta, Germania, Grecia, Italia, Japonia, Jugoslavia, Spania, S.U.A., Suedia, Turcia.

## Cote vânzare
- România, Bucuresti: "Marea la Caliacra", 10000 euro;
- Cote maxime obtinute: Tokio, Köln: 50000-60000 euro.

## Aprecieri
- Constantin Ciopraga: În esență, Vasile Parizescu este un liric reținut, un senzual dublat de un meditativ; un sentimental care se autocenzurează, de unde sobrietatea limbajului plastic, echilibrul constant în fața lumii concrete, un aer mai curând grav decât patetic ori exuberant sau tumultuos.

Solar, aproape mediteranean, cu voluptăți delicate de poet al naturii - sub semnul spiritualului- pictorul vibrează, traduce cromatic și mai ales sugerează bucuria de a exista. Geometria unghiurilor drepte își asociază- cu vadită stiință a organizării spațiale – muzica liniilor curbe , invăluitoare. Acoperișuri de culoarea țiglei, un colț de stradă, în pantă, coloane de arbori, instantanee în port, toate vorbesc de un creator deschis poeticului, preocupat nu de descripția unei flori, de carnația unui fruct, ci de redarea esențelor. Ceva indicibil, greu de pus în cuvinte, exprimă la Vasile Parizescu un complex sentiment al timpului, în modulații întotdeauna luminoase. 
- Ion Irimescu: Azi am avut o zi deosebit de plăcută și cu multă satisfacție spirituală, privind minunatele picturi ale maestrului Parizescu. Calde felicitari și urări de încă multe realizari, în greaua meserie de pictor.[9]

- Călin Dan : Forța unui ansamblu din lucrările lui Vasile Parizescu stă tocmai în doza de adevăr interior, de asumare existențială esențială care transformă orice gest plastic într-o confesiune vitală, cenzurată cu sobrietate. Vasile Parizescu știe că drumurile culturii, oricât de bătătorite ar fi, pot fi străbătute încă o dată cu condiția unei asumări lucide a condiției creatorului, în tot ceea ce acesta implică. Artistul a știut să respecte și să cultive natura sa contradictorie , visătoare și rațională, exaltată și reținută, după cum a știut să așeze evenimentele vieții sale în albia unei aspirații înalte. E aceasta un exemplu admirabil de civilitate și de civism, o dovadă a unei maturități generoase, ce refuză abdicarea de la efortul social în boemă, asumând, totodată, riscul creator dincolo de specularea avantajelor contingente. Fără a fi un iubitor al molcomelor căi de mijloc, Vasile Parizescu și-a echilibrat chemările contradictorii ale sentimentelor și intelectului, explorând curajos stări și situații opuse, uneori până la anulare. Rezultatul este această, pictură cu consecința de email și sonorități de bronz călit la focul intens al unei istorii artistice europene. Colorist energic, artistul evită risipirea în senzualități excesive , dând soliditate aproape sculpturală tușei sale. Tabloul se edifică, asemenea unei arhitecturi , cu arma „tăioasa” și precisă a cuțitului de paletă , e solid și totodata evanescent, cordial și în același timp efigiatic.[10]

- Vasile Florea (P.S) : Când l-am cunoscut pe Vasile Parizescu era abia colonel în armata română. În schimb, în calitate de colecționar era deja general. Constatăm astăzi că este general și în pictură , iar dacă pe plan militar a trecut ca general în rezervă, în pictură este mai activ ca oricând. [11]

- Tudor Octavian : La majoritatea contemporanilor , fiecare lucrare are un ce indiscutabil, incontestabil aș spune; în timp însă nu se încheagă nimic și n-avem motive să vorbim de operă. La Vasile Parizescu, parțile te stârnesc, te împing să le afli slăbiciuni și chiar răsfațul optic e cu neliniște. Întregul, în chip ciudat, e viguros, și face inoportune mai toate întrebările apărute pe moment. Înclin să cred că Vasile Parizescu are pricini interioare puternice pentru a rostui artisticește un capitol în cartea artei romanești de azi, capitol care să-i poarte numele. E o izbândă, mai ales dacă socotim câți din invingătorii momentului nu-s decât rând sau cel mult frază în aceste capitole .[12]

- Octavian Barbosa: (…) De fapt, admirându-i colecția, adunată în tăcere, cu grijă și fără grabă, ar fi trebuit să-mi dau seama de la început că numai un ochi de pictor putea să opereze alegerea cu atâta siguranță și, aș zice, personalitate a gustului. Tot așa cum numai un colecționar, exersat în contemplarea marilor opere, putea să manifeste, la rândul său, atâta finețe în alegerea motivelor și atâta măiestrie în redarea lor pe pânză sau pe hârtie, cu pensula sau cu creionul. Lecția maeștrilor a fost bine asimilată! Peisajele și florile, reprezentând imagini ale unor multiple itinerarii vizuale de călătorie, poartă pecetea autorului lor.[13]

## Lucrări de Vasile Parizescu
http://www.e-galerie.ro/main.php/v/Vasile+Parizescu/ Arhivat în 25 august 2011, la Wayback Machine.

## Cărți de tehnică
- Tancul (in colaborare), 1962;
- Asigurarea tehnica de blindate, automobile si tractoare – pe timp de pace, TA-1”, 1962 (prima lucrare originală românească, necesară desfășurării activităților unui compartiment important al armatei, până atunci folosindu-se regulamentele traduse ale armatei sovietice);
- Din experiența șoferilor militari, 1962;
- Masini amfibii, Editura Militara, 1963;
- Asigurarea tehnică de blindate, automobile și tractoare – pe timp de război, TA-2”, 1964;
- Autovehicule speciale moderne, Editura Tehnica, 1965;
- Remedierea penelor de automobil, Editura Tehnica, 1968;
- Salon automobil, in coord. cu Victor Simtion, Editura Tehnica, 1969;
- Autoturismele Aro, in coord. cu V. Simtion, P.Motiu, M. Nenita. Editura Tehnica, 1979;
- Pene De Automobil: Simptomatica, Depistare, Remediere. Editura Tehnica, 1979;
- Criza energetica si automobilul, Editura Tehnica, 1984.

## Cărți despre artă
- Vasile Parizescu „Viața ca o pasiune” Volumul întai, Editura Monitorul Oficial, 2008[14];
- Vasile Parizescu „Viața ca o pasiune. Colecționarii”, Volumul al 2 lea, Editura Monitorul Oficial, 2012;
- Vasile Parizescu „Viața ca o pasiune. Pictorul Vasile Parizescu”, Volumul al 3 lea, Editura Monitorul Oficial, 2012;
- Asa a fost. Asa am facut. Injurati-ma

- Volumul I-III (2015);
- IV. Strada Crucea de Piatră (2017);
- V. Fata din munti, o iubire dramatică (2017); 
- VI. Instrucție și dragoste la cataramă (2017);
- VII. Homosexualii